# Zygophylax parapacificus
Zygophylax parapacificus is een hydroïdpoliep uit de familie Lafoeidae. De poliep komt uit het geslacht Zygophylax. Zygophylax parapacificus werd in 2003 voor het eerst wetenschappelijk beschreven door Vervoort & Watson. 